# Championnats du monde de gymnastique artistique 2023
Navigation
Édition précédente Édition suivante
Les Championnats du monde de gymnastique artistique 2023, 52e édition des championnats du monde de gymnastique artistique, ont lieu du 29 septembre au 8 octobre 2023 au Palais des sports d'Anvers, en Belgique. C'est la troisième fois que cette ville accueille cette compétition.

## Programme
| Date                 | Épreuve                                                                                         |
| -------------------- | ----------------------------------------------------------------------------------------------- |
| Samedi 30 septembre  | Qualifications hommes                                                                           |
| Dimanche 1er octobre | Qualifications hommes, Qualification femmes                                                     |
| Lundi 2 octobre      | Qualifications femmes                                                                           |
| Mardi 3 octobre      | Finale du concours général par équipes masculines                                               |
| Mercredi 4 octobre   | Finale du concours général par équipes féminines                                                |
| Jeudi 5 octobre      | Finale du concours général individuel masculin                                                  |
| Vendredi 6 octobre   | Finale du concours général individuel féminin                                                   |
| Samedi 7 octobre     | Finales par appareils Hommes : sol, cheval d'arçons, anneaux Femmes : saut, barres asymétriques |
| Dimanche 8 octobre   | Finales par appareils Hommes : saut, barres parallèles, barre fixe Femmes : poutre, sol         |

## Médaillés
| Épreuve                                          | Or | Argent | Bronze |
| ------------------------------------------------ | --- | --- | --- |
| Hommes                                           | | | |
| Concours général par équipes résultats détaillés | Japon- Kenta Chiba - Daiki Hashimoto - Kazuma Kaya - Kazuki Minami - Kaito Sugimoto - Teppei Miwa         | Chine- Lin Chaopan - Liu Yang - Su Weide - Sun Wei - You Hao - Shi Cong                                   | États-Unis- Asher Hong - Paul Juda - Yul Moldauer - Fred Richard - Khoi Young - Colt Walker                                     |
| Concours général individuel résultats détaillés  | Daiki Hashimoto                                                                                           | Illia Kovtun                                                                                              | Fred Richard |
| Anneaux résultats détaillés                      | Liu Yang                                                                                                  | Elefthérios Petroúnias                                                                                    | You Hao |
| Cheval d'arçons résultats détaillés              | Rhys McClenaghan                                                                                          | Khoi Young                                                                                                | Ahmad Abu Al-Soud |
| Barre fixe résultats détaillés                   | Daiki Hashimoto                                                                                           | Tin Srbić                                                                                                 | Su Weide |
| Barres parallèles résultats détaillés            | Lukas Dauser                                                                                              | Shi Cong                                                                                                  | Kaito Sugimoto |
| Saut résultats détaillés                         | Jake Jarman                                                                                               | Khoi Young                                                                                                | Nazar Chepurnyi |
| Sol résultats détaillés                          | Artem Dolgopyat                                                                                           | Kazuki Minami                                                                                             | Milad Karimi |
| Femmes                                           | | | |
| Concours général par équipes résultats détaillés | États-Unis- Simone Biles - Skye Blakely - Shilese Jones - Joscelyn Roberson - Leanne Wong - Kayla DiCello | Brésil- Rebeca Andrade - Jade Barbosa - Lorrane Oliveira - Flávia Saraiva - Júlia Soares - Carolyne Pedro | France- Marine Boyer - Lorette Charpy - Mélanie de Jesus dos Santos - Coline Devillard - Morgane Osyssek-Reimer - Djenna Laroui |
| Concours général individuel résultats détaillés  | Simone Biles                                                                                              | Rebeca Andrade                                                                                            | Shilese Jones |
| Barres asymétriques résultats détaillés          | Qiu Qiyuan                                                                                                | Kaylia Nemour                                                                                             | Shilese Jones |
| Poutre résultats détaillés                       | Simone Biles                                                                                              | Yaqin Zhou                                                                                                | Rebeca Andrade |
| Saut résultats détaillés                         | Rebeca Andrade                                                                                            | Simone Biles                                                                                              | Yeo Seo-jeong |
| Sol résultats détaillés                          | Simone Biles                                                                                              | Rebeca Andrade                                                                                            | Flávia Saraiva |

## Tableau des médailles
- Pays organisateur

| Rang  | Nation          | Or | Argent | Bronze | Total |
| ----- | --------------- | -- | ------ | ------ | ----- |
| 1     | États-Unis      | 4  | 3      | 4      | 11    |
| 2     | Japon           | 3  | 1      | 1      | 5     |
| 3     | Chine           | 2  | 3      | 2      | 7     |
| 4     | Brésil          | 1  | 3      | 2      | 6     |
| 5     | Allemagne       | 1  | 0      | 0      | 1     |
| 5     | Grande-Bretagne | 1  | 0      | 0      | 1     |
| 5     | Irlande         | 1  | 0      | 0      | 1     |
| 5     | Israël          | 1  | 0      | 0      | 1     |
| 9     | Ukraine         | 0  | 1      | 1      | 2     |
| 10    | Algérie         | 0  | 1      | 0      | 1     |
| 10    | Croatie         | 0  | 1      | 0      | 1     |
| 10    | Grèce           | 0  | 1      | 0      | 1     |
| 13    | France          | 0  | 0      | 1      | 1     |
| 13    | Jordanie        | 0  | 0      | 1      | 1     |
| 13    | Kazakhstan      | 0  | 0      | 1      | 1     |
| 13    | Corée du Sud    | 0  | 0      | 1      | 1     |
| Total | Total           | 14 | 14     | 14     | 42    |

## Résultats détaillés

### Hommes

#### Concours général par équipes
| Rang               | Équipe              | Sol        | Cheval d'arçon | Anneaux    | Saut       | Barres parallèles | Barre fixe | Total   |
| ------------------ | ------------------- | ---------- | -------------- | ---------- | ---------- | ----------------- | ---------- | ------- |
|                    |                     |            |                |            |            |                   |            |         |
| Médaille d'or      | Japon               | 41.666 (4) | 41.532 (1)     | 41.499 (3) | 44.533 (2) | 44.432 (1)        | 41.932 (1) | 255.594 |
| Médaille d'or      | Kenta Chiba         | 12.933     | 13.066         | 13.766     |            |                   | 13.566     | 255.594 |
| Médaille d'or      | Daiki Hashimoto     | 14.300     | 14.266         |            | 14.900     | 14.866            | 14.366     | 255.594 |
| Médaille d'or      | Kazuma Kaya         |            | 14.200         | 14.033     | 14.633     | 14.733            | 14.000     | 255.594 |
| Médaille d'or      | Kazuki Minami       | 14.433     |                |            | 15.000     |                   |            | 255.594 |
| Médaille d'or      | Kaito Sugimoto      |            |                | 13.700     |            | 14.833            |            | 255.594 |
| Médaille d'argent  | Chine               | 41.933 (3) | 40.866 (2)     | 43.832 (1) | 43.299 (4) | 44.365 (2)        | 39.499 (5) | 253.794 |
| Médaille d'argent  | Liu Yang            |            |                | 15.000     |            |                   |            | 253.794 |
| Médaille d'argent  | Su Weide            | 14.100     |                |            | 14.700     |                   | 11.166     | 253.794 |
| Médaille d'argent  | Sun Wei             | 14.033     | 14.266         | 13.966     | 14.866     | 14.733            | 14.200     | 253.794 |
| Médaille d'argent  | Lin Chaopan         | 13.800     | 13.200         |            | 13.733     | 14.666            | 14.133     | 253.794 |
| Médaille d'argent  | You Hao             |            | 13.400         | 14.866     |            | 14.966            |            | 253.794 |
| Médaille de bronze | États-Unis          | 42.698 (1) | 39.633 (6)     | 41.466 (4) | 44.166 (3) | 43.166 (3)        | 41.299 (3) | 252.428 |
| Médaille de bronze | Asher Hong          | 13.966     |                | 14.000     | 15.100     | 14.200            |            | 252.428 |
| Médaille de bronze | Paul Juda           |            |                | 13.600     | 14.400     |                   | 13.933     | 252.428 |
| Médaille de bronze | Yul Moldauer        | 14.366     | 13.533         | 13.866     |            | 14.933            |            | 252.428 |
| Médaille de bronze | Fred Richard        | 14.366     | 12.500         |            |            | 14.033            | 14.533     | 252.428 |
| Médaille de bronze | Khoi Young          |            | 13.600         |            | 14.666     |                   | 12.833     | 252.428 |
| 4                  | Grande-Bretagne     | 41.299 (6) | 40.432 (4)     | 41.666 (2) | 44.599 (1) | 42.432 (4)        | 39.033 (7) | 249.461 |
| 4                  | James Hall          | 13.966     | 11.933         | 13.466     |            | 14.466            | 12.433     | 249.461 |
| 4                  | Harry Hepworth      | 12.800     |                | 14.100     | 14.866     |                   |            | 249.461 |
| 4                  | Jake Jarman         | 14.533     | 13.233         |            | 15.400     | 14.166            | 13.200     | 249.461 |
| 4                  | Courtney Tulloch    |            |                | 14.100     | 14.333     |                   |            | 249.461 |
| 4                  | Max Whitlock        |            | 15.266         |            |            | 13.800            | 13.400     | 249.461 |
| 5                  | Suisse              | 39.399 (8) | 40.165 (5)     | 39.899 (7) | 42.299 (7) | 41.232 (6)        | 41.432 (2) | 244.426 |
| 5                  | Christian Baumann   |            |                | 13.566     |            | 14.133            | 13.866     | 244.426 |
| 5                  | Luca Giubellini     | 12.033     | 13.166         |            | 14.433     |                   |            | 244.426 |
| 5                  | Florian Langenegger | 13.766     | 13.433         | 13.000     | 14.233     |                   |            | 244.426 |
| 5                  | Noe Seifert         | 13.600     | 13.566         | 13.333     |            | 14.033            | 13.800     | 244.426 |
| 5                  | Taha Serhani        |            |                |            | 13.633     | 13.066            | 13.766     | 244.426 |
| 6                  | Allemagne           | 41.466 (5) | 40.532 (3)     | 40.332 (6) | 41.432 (8) | 41.198 (7)        | 39.066 (6) | 244.026 |
| 6                  | Pascal Brendel      | 14.000     | 13.566         | 12.766     | 14.100     | 13.566            | 13.800     | 244.026 |
| 6                  | Lukas Dauser        |            |                |            |            | 15.366            | 13.266     | 244.026 |
| 6                  | Nils Dunkel         |            | 13.466         | 13.700     |            |                   |            | 244.026 |
| 6                  | Nick Klessing       | 14.100     | 13.500         |            | 12.966     | 12.266            | 12.000     | 244.026 |
| 6                  | Lucas Kochan        | 13.366     | 13.500         |            | 14.366     | 12.266            | 12.000     | 244.026 |
| 7                  | Canada              | 40.166 (7) | 39.066 (7)     | 41.066 (5) | 42.766 (6) | 41.799 (5)        | 38.165 (8) | 243.028 |
| 7                  | Zachary Clay        |            | 14.200         |            |            |                   |            | 243.028 |
| 7                  | Rene Cournoyer      | 12.600     | 11.033         | 13.533     | 14.400     | 13.666            | 13.866     | 243.028 |
| 7                  | Felix Dolci         | 14.033     |                | 13.733     | 14.333     | 14.100            | 14.033     | 243.028 |
| 7                  | William Emard       | 13.533     |                | 13.800     | 14.033     | 14.033            | 10.266     | 243.028 |
| 7                  | Jayson Rampersad    |            | 13.833         |            |            |                   |            | 243.028 |
| 8                  | Italie              | 41.999 (2) | 36.499 (8)     | 39.899 (7) | 43.299 (4) | 39.432 (8)        | 40.032 (4) | 241.160 |
| 8                  | Yumin Abbadini      | 13.900     | 12.733         | 13.266     |            |                   | 14.033     | 241.160 |
| 8                  | Nicola Bartolini    | 14.033     | 13.133         |            | 14.566     |                   |            | 241.160 |
| 8                  | Lorenzo Minh Casali | 14.066     |                | 13.500     | 14.400     | 12.900            |            | 241.160 |
| 8                  | Matteo Levantesi    |            |                |            |            | 12.366            | 13.166     | 241.160 |
| 8                  | Mario Macchiati     |            | 10.633         | 13.133     | 14.333     | 14.166            | 12.833     | 241.160 |

#### Concours général individuel
| Rang               | Gymnaste            | Sol    | Cheval d'arçon | Anneaux | Saut   | Barres parallèles | Barre fixe | Total  |
| ------------------ | ------------------- | ------ | -------------- | ------- | ------ | ----------------- | ---------- | ------ |
| Médaille d'or      | Daiki Hashimoto     | 13.466 | 14.366         | 14.000  | 15.000 | 14.800            | 14.500     | 86.132 |
| Médaille d'argent  | Illia Kovtun        | 14.000 | 14.300         | 13.133  | 14.333 | 15.166            | 14.066     | 84.998 |
| Médaille de bronze | Fred Richard        | 14.633 | 13.733         | 13.500  | 14.566 | 14.600            | 13.300     | 84.332 |
| 4                  | Kenta Chiba         | 13.966 | 14.800         | 13.733  | 13.666 | 14.666            | 12.633     | 83.464 |
| 5                  | Milad Karimi        | 14.366 | 13.000         | 12.966  | 14.233 | 14.100            | 14.266     | 82.931 |
| 6                  | Yumin Abbadini      | 13.866 | 13.800         | 13.300  | 13.900 | 13.933            | 14.033     | 82.832 |
| 7                  | Sun Wei             | 13.333 | 12.300         | 14.266  | 14.166 | 14.400            | 14.233     | 82.698 |
| 8                  | Noe Seifert         | 13.833 | 13.566         | 13.366  | 14.100 | 14.766            | 12.800     | 82.431 |
| 9                  | James Hall          | 13.600 | 13.300         | 13.566  | 13.733 | 14.666            | 13.466     | 82.331 |
| 10                 | Diogo Soares        | 13.000 | 13.600         | 13.066  | 14.100 | 14.266            | 13.800     | 81.832 |
| 11                 | Krisztofer Mészáros | 14.266 | 13.500         | 13.366  | 14.300 | 12.533            | 13.700     | 81.665 |
| 12                 | René Cournoyer      | 13.566 | 12.600         | 13.766  | 13.700 | 13.933            | 13.800     | 81.365 |
| 13                 | Jake Jarman         | 14.500 | 13.433         | 12.900  | 15.433 | 12.766            | 12.166     | 81.198 |
| 14                 | Florian Langenegger | 13.433 | 13.466         | 12.900  | 14.233 | 13.866            | 13.033     | 80.931 |
| 15                 | Mario Macchiati     | 13.466 | 13.433         | 13.100  | 14.466 | 13.200            | 13.000     | 80.665 |
| 16                 | Lukas Dauser        | 11.966 | 13.033         | 12.933  | 13.733 | 15.400            | 13.366     | 80.431 |
| 17                 | Casimir Schmidt     | 14.000 | 13.266         | 12.800  | 14.300 | 12.933            | 13.000     | 80.299 |
| 18                 | Ilia Liubimov       | 13.200 | 13.700         | 12.400  | 13.966 | 13.533            | 13.366     | 80.165 |
| 19                 | Asher Hong          | 13.733 | 12.333         | 13.833  | 13.866 | 14.466            | 11.833     | 80.064 |
| 21                 | Luka van den Keybus | 13.600 | 9.666          | 12.900  | 14.500 | 14.200            | 13.500     | 78.366 |
| 20                 | Thierno Diallo      | 13.366 | 13.300         | 13.000  | 14.133 | 13.833            | 12.300     | 79.932 |
| 22                 | Ahmet Önder         | 13.800 | 9.933          | 13.133  | 14.533 | 12.866            | 14.066     | 78.331 |
| 23                 | Lee Jun-ho          | 13.466 | 11.933         | 13.166  | 14.100 | 11.733            | 13.566     | 77.964 |
| 24                 | Khabibullo Ergashev | 12.800 | 13.500         | 12.266  | 13.866 | 13.166            | 11.733     | 77.331 |

#### Anneaux
| Rang               | Gymnaste               | Score D | Score E | Pénalité | Total  |
| ------------------ | ---------------------- | ------- | ------- | -------- | ------ |
| Médaille d'or      | Liu Yang               | 6.400   | 8.833   |          | 15.233 |
| Médaille d'argent  | Eleftherios Petrounias | 6.300   | 8.766   |          | 15.066 |
| Médaille de bronze | You Hao                | 6.700   | 8.133   |          | 14.833 |
| 4                  | Vahagn Davtyan         | 6.000   | 8.700   |          | 14.700 |
| 5                  | Nikita Simonov         | 6.200   | 8.466   |          | 14.666 |
| 6                  | Vinzenz Höck           | 6.100   | 8.466   |          | 14.566 |
| 7                  | Artur Avetisyan        | 5.900   | 8.533   |          | 14.433 |
| 8                  | Harry Hepworth         | 5.800   | 8.300   |          | 14.100 |

#### Barre fixe
| Rang               | Gymnaste        | Pays  | Score D | Score E | Pénalité | Total |
| ------------------ | --------------- | ----- | ------- | ------- | -------- | ----- |
| Médaille d'or      | Daiki Hashimoto | 6.700 | 8.533   |         | 15.233   |       |
| Médaille d'argent  | Tin Srbić       | 6.100 | 8.600   |         | 14.700   |       |
| Médaille de bronze | Su Weide        | 5.900 | 8.600   |         | 14.500   |       |
| 4                  | Milad Karimi    | 6.300 | 8.133   |         | 14.433   |       |
| 5                  | Paul Juda       | 5.400 | 8.700   |         | 14.100   |       |
| 6                  | Arthur Mariano  | 6.200 | 7.333   |         | 13.533   |       |
| 7                  | Kenta Chiba     | 5.400 | 7.300   |         | 12.700   |       |
| 8                  | Félix Dolci     | 5.000 | 6.100   |         | 11.100   |       |

#### Barres parallèles
| Rang               | Gymnaste         | Score D | Score E | Pénalité | Total  |
| ------------------ | ---------------- | ------- | ------- | -------- | ------ |
| Médaille d'or      | Lukas Dauser     | 6.600   | 8.800   |          | 15.400 |
| Médaille d'argent  | Shi Cong         | 6.300   | 8.766   |          | 15.066 |
| Médaille de bronze | Kaito Sugimoto   | 6.300   | 8.700   |          | 15.000 |
| 4                  | Kazuma Kaya      | 6.300   | 8.433   |          | 14.733 |
| 5                  | Illia Kovtun     | 6.400   | 8.233   |          | 14.633 |
| 6                  | Asher Hong       | 6.400   | 8.466   |          | 14.466 |
| 7                  | Matteo Levantesi | 6.400   | 7.466   |          | 13.866 |
| 8                  | Yul Moldauer     | 6.300   | 6.833   |          | 13.133 |

#### Cheval d'arçons
| Rang               | Gymnaste           | Score D | Score E | Pénalité | Total  |
| ------------------ | ------------------ | ------- | ------- | -------- | ------ |
| Médaille d'or      | Rhys McClenaghan   | 6.400   | 8.700   |          | 15.100 |
| Médaille d'argent  | Khoi Young         | 6.500   | 8.466   |          | 14.966 |
| Médaille de bronze | Ahmad Abu Al-Soud  | 6.400   | 8.233   |          | 14.633 |
| 4                  | Harutyun Merdinyan | 6.000   | 8.600   |          | 14.600 |
| 5                  | Max Whitlock       | 6.900   | 7.400   |          | 14.300 |
| 6                  | Kenta Chiba        | 6.100   | 8.100   |          | 14.200 |
| 7                  | Nils Dunkel        | 6.200   | 7.566   |          | 13.766 |
| 8                  | Lee Chih-kai       | 6.500   | 7.000   |          | 13.500 |

#### Saut
| Rang               | Gymnaste        | Saut 1  | Saut 1  | Saut 1 | Saut 1 | Saut 2  | Saut 2  | Saut 2 | Saut 2 | Total  |
| Rang               | Gymnaste        | Score D | Score E | Pén.   | Total  | Score D | Score E | Pén.   | Total  | Total  |
| ------------------ | --------------- | ------- | ------- | ------ | ------ | ------- | ------- | ------ | ------ | ------ |
| Médaille d'or      | Jake Jarman     | 6.000   | 9.400   |        | 15.400 | 5.600   | 9.100   |        | 14.700 | 15.050 |
| Médaille d'argent  | Khoi Young      | 5.600   | 9.433   |        | 15.033 | 5.400   | 9.266   |        | 14.666 | 14.849 |
| Médaille de bronze | Nazar Chepurnyi | 5.600   | 9.233   |        | 14.833 | 5.600   | 9.200   | -0.10  | 14.700 | 14.766 |
| 4                  | Igor Radivilov  | 5.600   | 9.300   |        | 14.900 | 5.600   | 9.000   |        | 14.600 | 14.750 |
| 5                  | Paul Juda       | 5.600   | 9.100   | -0.10  | 14.600 | 5.200   | 9.300   |        | 14.500 | 14.550 |
| 6                  | Artur Davtyan   | 5.600   | 8.666   | -0.30  | 13.966 | 5.600   | 9.533   |        | 15.133 | 14.549 |
| 7                  | Harry Hepworth  | 5.600   | 9.033   | -0.10  | 14.533 | 5.600   | 9.033   | -0.30  | 14.333 | 14.433 |
| 8                  | Kevin Penev     | 5.200   | 8.966   |        | 14.166 | 5.200   | 9.300   | -0.30  | 14.200 | 14.183 |

#### Sol
| Rang               | Gymnaste        | Score D | Score E | Pénalité | Total  |
| ------------------ | --------------- | ------- | ------- | -------- | ------ |
| Médaille d'or      | Artem Dolgopyat | 6.400   | 8.466   |          | 14.866 |
| Médaille d'argent  | Kazuki Minami   | 6.500   | 8.166   |          | 14.666 |
| Médaille de bronze | Milad Karimi    | 6.300   | 8.300   |          | 14.600 |
| 4                  | Carlos Yulo     | 6.300   | 8.200   |          | 14.500 |
| 5                  | Felix Dolci     | 6.000   | 8.400   |          | 14.400 |
| 6                  | Harry Hepworth  | 6.400   | 8.166   | -0.20    | 14.333 |
| 7                  | Daiki Hashimoto | 6.000   | 8.333   | -0.10    | 14.233 |
| 8                  | Fred Richard    | 6.000   | 7.200   |          | 13.200 |

### Femmes

#### Concours général par équipes
| Rang               | Équipe                      | Saut       | Barres asymétriques | Poutre     | Sol        | Total   |
| ------------------ | --------------------------- | ---------- | ------------------- | ---------- | ---------- | ------- |
| Médaille d'or      | États-Unis                  | 42.966 (1) | 43.265 (1)          | 39.600 (6) | 41.898 (2) | 167.729 |
| Médaille d'or      | Simone Biles                | 14.800     | 14.466              | 14.300     | 15.166     | 167.729 |
| Médaille d'or      | Skye Blakely                |            | 14.166              |            |            | 167.729 |
| Médaille d'or      | Shilese Jones               | 14.100     | 14.633              | 13.600     | 13.566     | 167.729 |
| Médaille d'or      | Joscelyn Roberson           |            |                     |            |            | 167.729 |
| Médaille d'or      | Leanne Wong                 | 14.066     |                     | 11.700     | 13.166     | 167.729 |
| Médaille d'argent  | Brésil                      | 42.666 (2) | 41.299 (5)          | 39.399 (8) | 42.166 (1) | 165.530 |
| Médaille d'argent  | Rebeca Andrade              | 14.900     | 14.400              | 13.133     | 14.666     | 165.530 |
| Médaille d'argent  | Jade Barbosa                | 13.933     |                     |            |            | 165.530 |
| Médaille d'argent  | Lorrane Oliveira            |            | 13.166              |            |            | 165.530 |
| Médaille d'argent  | Flávia Saraiva              | 13.833     | 13.733              | 14.066     | 13.900     | 165.530 |
| Médaille d'argent  | Júlia Soares                |            |                     | 12.200     | 13.600     | 165.530 |
| Médaille de bronze | France                      | 41.966 (3) | 41.399 (3)          | 41.066 (2) | 39.633 (5) | 164.064 |
| Médaille de bronze | Marine Boyer                | 13.266     | 12.866              | 13.733     | 12.633     | 164.064 |
| Médaille de bronze | Lorette Charpy              |            | 14.133              |            |            | 164.064 |
| Médaille de bronze | Mélanie de Jesus dos Santos | 14.400     | 14.400              | 14.000     | 13.700     | 164.064 |
| Médaille de bronze | Coline Devillard            | 14.300     |                     |            |            | 164.064 |
| Médaille de bronze | Morgane Osyssek-Reimer      |            |                     | 13.333     | 13.300     | 164.064 |
| 4                  | Chine                       | 39.099 (8) | 43.032 (2)          | 41.732 (1) | 39.299 (6) | 163.162 |
| 4                  | Huang Zhuofan               |            | 14.533              |            |            | 163.162 |
| 4                  | Ou Yushan                   |            | 13.766              | 13.933     | 12.066     | 163.162 |
| 4                  | Qiu Qiyuan                  | 13.100     | 14.733              |            | 13.400     | 163.162 |
| 4                  | Zhang Qingying              | 13.166     |                     | 13.266     |            | 163.162 |
| 4                  | Zhou Yaqin                  | 12.833     |                     | 14.533     | 13.833     | 163.162 |
| 5                  | Italie                      | 41.632 (4) | 40.633 (6)          | 40.666 (4) | 40.066 (4) | 162.997 |
| 5                  | Angela Andreoli             |            |                     | 13.033     |            | 162.997 |
| 5                  | Arianna Belardelli          | 13.766     |                     |            | 13.133     | 162.997 |
| 5                  | Alice D'Amato               | 14.166     | 13.200              |            |            | 162.997 |
| 5                  | Manila Esposito             | 13.700     | 13.400              | 14.133     | 13.633     | 162.997 |
| 5                  | Elisa Iorio                 |            | 14.033              | 13.500     |            | 162.997 |
| 6                  | Grande-Bretagne             | 41.166 (5) | 39.633 (7)          | 39.666 (5) | 41.399 (3) | 161.864 |
| 6                  | Ondine Achampong            | 14.166     |                     | 13.933     |            | 161.864 |
| 6                  | Ruby Evans                  | 14.000     |                     |            | 13.233     | 161.864 |
| 6                  | Georgia-Mae Fenton          |            | 12.400              | 12.200     |            | 161.864 |
| 6                  | Jessica Gadirova            | 13.000     | 13.700              | 13.533     | 14.533     | 161.864 |
| 6                  | Alice Kinsella              |            | 13.533              |            | 13.633     | 161.864 |
| 7                  | Pays-Bas                    | 40.166 (6) | 41.332 (4)          | 39.532 (7) | 38.533 (7) | 159.563 |
| 7                  | Eythora Thorsdottir         | 13.700     | 13.266              | 13.633     | 13.300     | 159.563 |
| 7                  | Vera van Pol                | 13.400     |                     |            | 12.900     | 159.563 |
| 7                  | Sanna Veerman               | 13.066     | 13.833              |            |            | 159.563 |
| 7                  | Naomi Visser                |            | 14.233              | 12.966     | 12.333     | 159.563 |
| 7                  | Sanne Wevers                |            |                     | 12.933     |            | 159.563 |
| 8                  | Japon                       | 39.500 (7) | 39.999 (8)          | 40.765 (3) | 37.832 (8) | 157.496 |
| 8                  | Urara Ashikawa              |            |                     | 13.766     |            | 157.496 |
| 8                  | Kokoro Fukasawa             |            | 13.333              |            |            | 157.496 |
| 8                  | Chiaki Hatakeda             | 11.800     | 12.866              |            | 12.866     | 157.496 |
| 8                  | Rina Kishi                  | 13.900     |                     | 13.433     | 12.833     | 157.496 |
| 8                  | Shoko Miyata                | 13.800     | 13.200              | 13.566     | 12.133     | 157.496 |

#### Concours général individuel
| Rang               | Gymnaste                    | Saut   | Barres asymétriques | Poutre | Sol    | Total  |
| ------------------ | --------------------------- | ------ | ------------------- | ------ | ------ | ------ |
| Médaille d'or      | Simone Biles                | 15.100 | 14.333              | 14.433 | 14.533 | 58.399 |
| Médaille d'argent  | Rebeca Andrade              | 14.700 | 14.500              | 13.500 | 14.066 | 56.766 |
| Médaille de bronze | Shilese Jones               | 14.233 | 14.633              | 14.066 | 13.400 | 56.332 |
| 4                  | Qiu Qiyuan                  | 13.200 | 14.700              | 13.733 | 13.166 | 54.799 |
| 5                  | Alice D'Amato               | 13.933 | 14.666              | 13.166 | 12.500 | 54.265 |
| 6                  | Eythora Thorsdottir         | 13.833 | 13.433              | 13.566 | 13.266 | 54.098 |
| 7                  | Alice Kinsella              | 13.766 | 13.600              | 13.433 | 13.233 | 54.032 |
| 8                  | Kaylia Nemour               | 12.766 | 15.200              | 13.300 | 12.700 | 53.966 |
| 9                  | Manila Esposito             | 13.766 | 14.166              | 12.866 | 13.100 | 53.898 |
| 10                 | Mélanie de Jesus dos Santos | 14.066 | 12.500              | 13.466 | 13.833 | 53.865 |
| 11                 | Kishi Rina                  | 13.800 | 12.966              | 13.533 | 12.900 | 53.199 |
| 12                 | Naomi Visser                | 13.133 | 14.266              | 12.200 | 13.533 | 53.132 |
| 13                 | Ondine Achampong            | 14.133 | 12.533              | 13.600 | 12.700 | 52.966 |
| 14                 | Morgane Osyssek-Reimer      | 13.200 | 13.100              | 13.366 | 13.133 | 52.799 |
| 15                 | Flávia Saraiva              | 13.833 | 12.633              | 14.033 | 12.200 | 52.699 |
| 16                 | Ellie Black                 | 14.000 | 12.133              | 12.933 | 12.900 | 51.966 |
| 17                 | Hatakeda Chiaki             | 12.966 | 13.166              | 13.133 | 12.600 | 51.865 |
| 18                 | Alexa Moreno                | 13.966 | 12.966              | 12.600 | 12.233 | 51.765 |
| 19                 | Lee Yun-seo                 | 12.733 | 13.766              | 12.333 | 12.900 | 51.732 |
| 20                 | Georgia Godwin              | 13.600 | 13.500              | 12.266 | 12.333 | 51.699 |
| 21                 | Filipa Martins              | 12.866 | 13.433              | 12.566 | 12.733 | 51.598 |
| 22                 | Sarah Voss                  | 13.400 | 10.900              | 13.166 | 13.333 | 50.799 |
| 23                 | Ana Bărbosu                 | 13.366 | 11.666              | 13.533 | 11.600 | 50.165 |
| 24                 | Pauline Schäfer             | 12.733 | 12.933              | 13.566 | 10.700 | 49.932 |

#### Barres asymétriques
| Rang               | Gymnaste       | Score D | Score E | Pénalité | Total  |
| ------------------ | -------------- | ------- | ------- | -------- | ------ |
| Médaille d'or      | Qiu Qiyuan     | 6.700   | 8.400   |          | 15.100 |
| Médaille d'argent  | Kaylia Nemour  | 6.700   | 8.333   |          | 15.033 |
| Médaille de bronze | Shilese Jones  | 6.300   | 8.466   |          | 14.766 |
| 4                  | Huang Zhuofan  | 6.500   | 8.266   |          | 14.766 |
| 5                  | Simone Biles   | 6.000   | 8.200   |          | 14.200 |
| 6                  | Sanna Veerman  | 6.200   | 8.000   |          | 14.200 |
| 7                  | Naomi Visser   | 6.000   | 8.166   |          | 14.166 |
| 8                  | Ellie Black    | 5.700   | 8.100   |          | 13.800 |
| 9                  | Lorette Charpy | 6.100   | 6.833   |          | 12.933 |

#### Poutre
| Rang               | Gymnaste        | Score D | Score E | Pénalité | Total  |
| ------------------ | --------------- | ------- | ------- | -------- | ------ |
| Médaille d'or      | Simone Biles    | 6.500   | 8.300   |          | 14.800 |
| Médaille d'argent  | Zhou Yaqin      | 6.500   | 8.200   |          | 14.700 |
| Médaille de bronze | Rebeca Andrade  | 6.000   | 8.300   |          | 14.300 |
| 4                  | Sanne Wevers    | 5.900   | 8.200   |          | 14.100 |
| 5                  | Urara Ashikawa  | 5.900   | 8.166   |          | 14.066 |
| 6                  | Zhang Qingying  | 6.200   | 6.900   |          | 13.100 |
| 7                  | Shilese Jones   | 5.600   | 7.333   |          | 12.933 |
| 8                  | Pauline Schäfer | 5.400   | 7.500   | -0.1     | 12.800 |

#### Saut
| Rang               | Gymnaste         | Saut 1  | Saut 1  | Saut 1 | Saut 1 | Saut 2  | Saut 2  | Saut 2 | Saut 2 | Total  |
| Rang               | Gymnaste         | Score D | Score E | Pén.   | Total  | Score D | Score E | Pén.   | Total  | Total  |
| ------------------ | ---------------- | ------- | ------- | ------ | ------ | ------- | ------- | ------ | ------ | ------ |
| Médaille d'or      | Rebeca Andrade   | 5.600   | 9.400   |        | 15.000 | 5.000   | 9.500   |        | 14.500 | 14.750 |
| Médaille d'argent  | Simone Biles     | 6.400   | 8.533   | -0.50  | 14.433 | 5.600   | 9.066   |        | 14.666 | 14.549 |
| Médaille de bronze | Yeo Seo-jeong    | 5.400   | 9.200   |        | 14.600 | 5.000   | 9.233   |        | 14.233 | 14.416 |
| 4                  | Alexa Moreno     | 5.400   | 8.900   |        | 14.300 | 5.200   | 8.833   |        | 14.033 | 14.166 |
| 5                  | Ellie Black      | 5.000   | 9.000   |        | 14.000 | 4.800   | 9.066   |        | 13.866 | 13.933 |
| 6                  | Shoko Miyata     | 5.000   | 9.066   |        | 14.066 | 4.800   | 8.933   |        | 13.733 | 13.899 |
| 7                  | Leanne Wong      | 5.000   | 9.100   |        | 14.100 | 4.200   | 8.733   | -0.10  | 12.833 | 13.466 |
| 8                  | Csenge Bácskay   | 4.600   | 8.800   |        | 13.400 | 4.400   | 8.733   |        | 13.133 | 13.266 |
| 9                  | Coline Devillard | 5.400   | 7.800   |        | 13.200 | 4.200   | 8.966   |        | 13.166 | 13.183 |

Leanne Wong a été ajoutée à la liste de départ en tant que neuvième concurrente après avoir déposé un appel auprès de la FIG concernant la limite de deux athlètes par comité, à la suite de l'inclusion de Bácskay.

#### Sol
| Rang               | Gymnaste       | Score D | Score E | Pénalité | Total  |
| ------------------ | -------------- | ------- | ------- | -------- | ------ |
| Médaille d'or      | Simone Biles   | 6.700   | 8.033   | -0.10    | 14.633 |
| Médaille d'argent  | Rebeca Andrade | 6.100   | 8.400   |          | 14.500 |
| Médaille de bronze | Flávia Saraiva | 5.700   | 8.266   |          | 13.966 |
| 4                  | Sabrina Voinea | 6.000   | 7.766   |          | 13.766 |
| 5                  | Shilese Jones  | 5.500   | 8.166   |          | 13.666 |
| 6                  | Naomi Visser   | 5.600   | 8.000   | -0.30    | 13.300 |
| 7                  | Zhou Yaqin     | 5.400   | 7.900   |          | 13.300 |
| 8                  | Alice Kinsella | 4.900   | 7.766   |          | 12.666 |